# گزان سهربن
گزان سهربن یا شهر بن روستایی در دهستان کیشکور بخش کیشکور شهرستان سرباز استان سیستان و بلوچستان ایران است.

## جمعیت
بر پایه سرشماری عمومی نفوس و مسکن در سال ۱۳۹۵ جمعیت این روستا ۸۳ نفر (۲۴خانوار) بوده‌است.